# Лісовичі (Білоцерківський район)
Лісови́чі — село в Таращанській міській громаді Білоцерківського району Київської області. Назва села відома із XVII ст.

## Історія

### Давні часи
Заселення території навколо села відбувалося вже в добу енеоліту, яскравими представниками якого були носії східно-трипільської культури. У цій місцевості створюється своєрідне етнічне поле праслов'янських спадкових культур — це східно-тшинецька, білогрудівська, чорноліська з розвинутою фазою Жаботинського періоду.
Із середини III ст. н. е. — IV ст. н. е. місцевість починають освоювати носії поліетнічної черняхівської культури. Вони досить щільно займають чорноземи і заплави річок, при чому в їхньому середовищі спостерігаємо риси гето-даків, пізніх скіфів, сарматів, ранніх слов'ян та готів. До занепаду цієї аграрної культури призвела наступна хвиля кочівників — гунів.

### Період Великого князівства Литовського (1471—1569)
На межі XIV–XV ст. місцевість потрапляє під вплив Великого князівства Литовського, яке утримує тут військові формування. До 2-ї половини XVI ст. на місці Лісовичів розташовувалося місто Самбір.
Територія поселення із XV століття входила до складу Київського повіту у Київському Воєводстві Великого князівства Литовського.
Попід самим селом проховив сумнозвісний Чорний шлях.

### Перший періодРечі Посполитої(1569—1648)

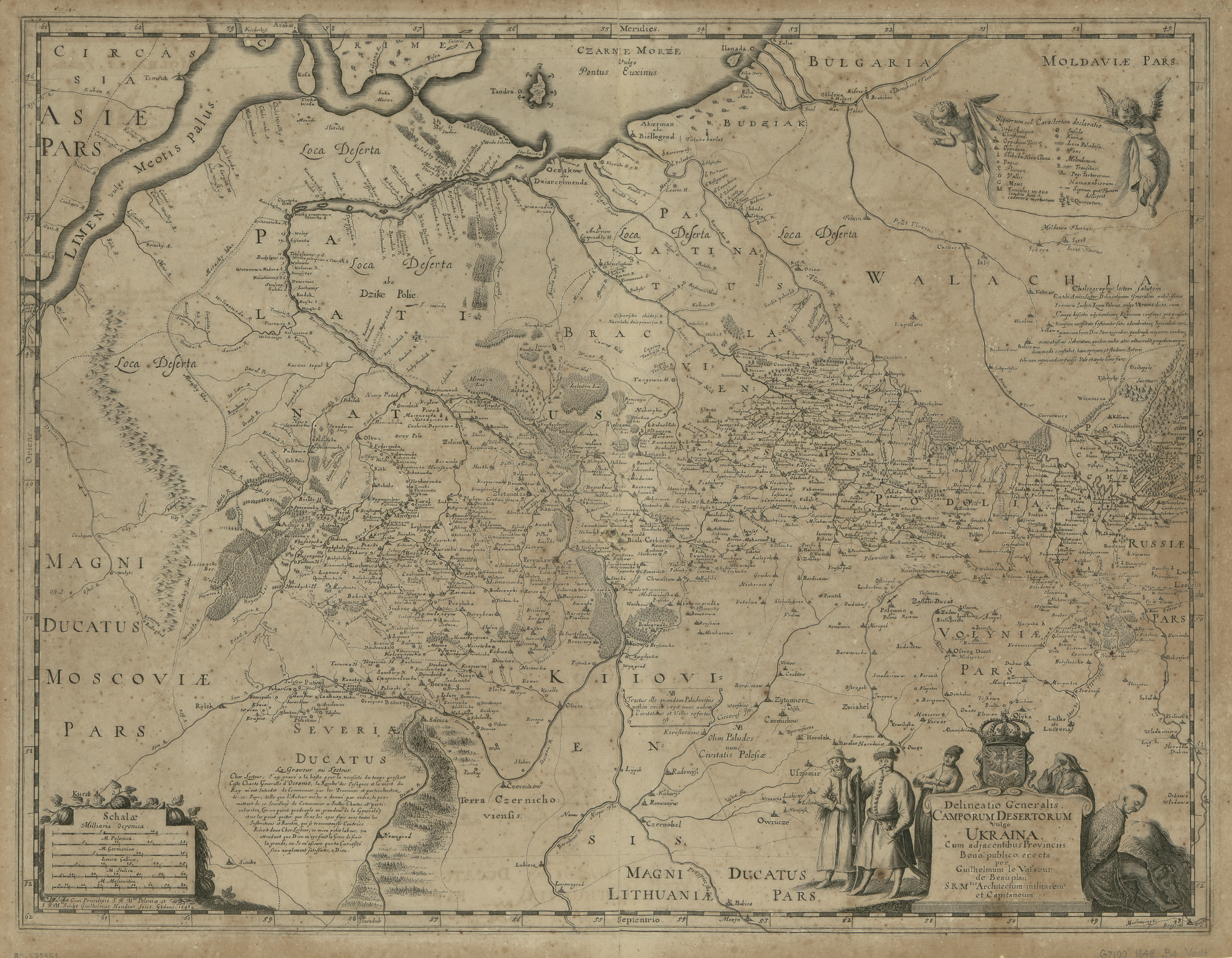
Ґенеральна мапа України, виконана Ґійомом де Бопланом, 1648 рік. Село підписане на карті назвою «Lesovice».

За умовами Люблінської унії 1569 року Київське воєводство (включаючи територію поселення) відійшло до Речі Посполитої.
У період з 1575 до 1586 року в місті Самбір був Свято-Миколаївський монастир. Під час набігів та знищення міста Самбора татарами дерев'яну церкву монастиря монахи розібрали і, переходячи лісами, перенесли за Богуслав — під с. Хохітву, в урочище Чернечий Яр. Монастир був названий на честь Різдва Пресвятої Богородиці. Наприкінці XVI ст. під час татарських набігів монастир був зруйнований.
У 1611 році польський король Сигізмунд III віддав у володіння навколишні землі шляхтичу Лісевичу, який за це ніс військову службу при Білоцерківському старостві Речі Посполитої.
Село Лісовичі зображене на Генеральній карті України (видання 1648—1652 років), створеної голландським гравером і картографом Вільгельмом Гондіусом у 1648 році на основі рукописної карти, виконаної Ґійомом Левассером де Бопланом, де наведене під назвою «Lesovice».

### Період Гетьманщини (1648—1712)

Мапа України, по обидва береги Дніпра. «…Vkraine ou Pays des Cosaques» (Україна — держава козаків), Ґійом Сансон, 1674 рік

За часів Хмельниччини (1648—1657) територія, на якій находилось поселення, відійшла до козацької держави на чолі з гетьманом, що було закріплено за умовами Зборівського договору між королем Речі Посполитої Яном ІІ Казимиром з одного боку і Військом Запорозьким на чолі з гетьманом Богданом Хмельницьким з другого.

До 1648 р. в Лісовичах жила велика кількість шляхетських родин, на які було покладено обов'язок обороняти замок у Білій Церкві. Після Корсунської битви 1648 року більшість цієї шляхти стала на службу українській державі і її представники складали особистий почт Гетьмана.
Між 1650 та 1653 роками Лісовичі (Лесевичі) стали сотенним містечком Білоцерківського полку. Військовими питаннями Лісовицької сотні керував призначений полковником сотник, а цивільними — городовий отаман разом із органами міщанського самоврядування. 1654 р. Лісовицьким сотником був Яків Яковенко.
За описом 1654 р. місто складалося з двох частин: замку і, власне, міста, які відстояли одне від одного на дві версти. Замок був обнесений палісадом з 1 проїзною вежею і 3 глухими. В замку був жіночий монастир Святого Георгія на 30 черниць. Місто було обнесене 2 дерев'яними стінами, одна з яких була палісадною, а друга — зрубною. У місті була соборна церква Святого Архістратига Михаїла та 3 менші церкви: Різдва Богородиці, Святої Трійці та Святого Миколая Чудотворця. Осіб козацького стану було в місті 153, міщанського стану — 273. Отже населення міста становило тоді близько 2000 осіб.
Під час посольства Данила Виговського до Царя московського 1654 р. він виклопотав у нього згоду на володіння маєтком у Лісовичах (тобто замком) для свого брата Івана Виговського, на той час Військового писаря.
Під час протипольського повстання 1664—1665 рр., переслідуючи повстанців після їх розгрому під Білою Церквою, Гетьман Павло Тетеря віддав до кримської неволі багатьох лісовичан.
Станом на 28.08.1664 у Лісовичах було 306 козацьких дворів та 380 міщанських. Тобто населення міста становило близько 3500 осіб.
13.12.1674 Гетьман Петро Дорошенко, будучи не в змозі захистити Білоцерківський полк від ворожих нападів, наказав жителям Лісовичів залишити містечко та відійти до Корсуня, а саму Лісовицьку сотню було скасовано.
Масовий перехід козацтва на обезлюднений в результаті багатолітніх війн «правий берег» Дніпра був спричинений закличними універсалами польського короля Яна ІІІ Собеського, який гуртував козаків навколо ідеї боротьби з Османською імперією та Кримським ханством. У лютому 1685 р. сейм Речі Посполитої затвердив спеціальну конституцію—постанову про повернення українському козацтву «їхніх прадавніх вольностей, свобод і привілеїв» та дозвіл осаджувати спустошені землі Правобережжя. Через три роки, у 1688 р., волинська шляхта вже відзначала на своєму сеймику, що «… козаків незносна лічба в Київськім і Брацлавськім воєводствах».

Повстання Палія 1702—1704 років

Після Карловицького договору 1699 року, за яким Османська імперія відмовилася від Поділля на користь Річі Посполитої, польський уряд вирішив знищити козацтво на Правобережжі. У червні 1699 р. Варшавський сейм ухвалив постанову про ліквідацію козацьких полків у Київському та Брацлавському воєводствах. Розпуск козацького війська мав відбутися протягом двох тижнів, а землю мали передати шляхті і козакам виїхати з краю. Це рішення мотивувалося тим, що після припинення війни з Османською імперією відпала потреба утримувати козацькі полки на Правобережжі.
1702 р. представники української шляхти, козаків, міщан та духівництва ухвалили на нараді у Фастові підняти антипольське повстання. У червні того ж року воно розпочалося збройними виступами на Поділлі та Брацлавщині й невдовзі охопило Київщину і Волинь. У районі Богуслава, Корсуні й Лисянці його очолили полковники Самусь та Іскра.
У 1711 році за умовами Прутського мирного договору Правобережна Україна знову опинилася під владою Польщі, а полк 1712 року був остаточно ліквідований. Більшість козаків переселилася на Лівобережну Україну.
Після поразки Гетьманщини у війні з Росією та еміграції уряду Івана Мазепи до Молдови, робилися спроби відновити сотенну адміністрацію під час походів Гетьмана Пилипа Орлика.

### Другий періодРечі Посполитої(1712—1793)

Коліївщина

Село знаходилось у вирії події під час селянсько-козацького повстання на Правобережній Україні у 1768 році проти кріпосницького, релігійного та національного гніту шляхетської Польщі — Коліївщини.

### Період Російської імперії (1793—1918)

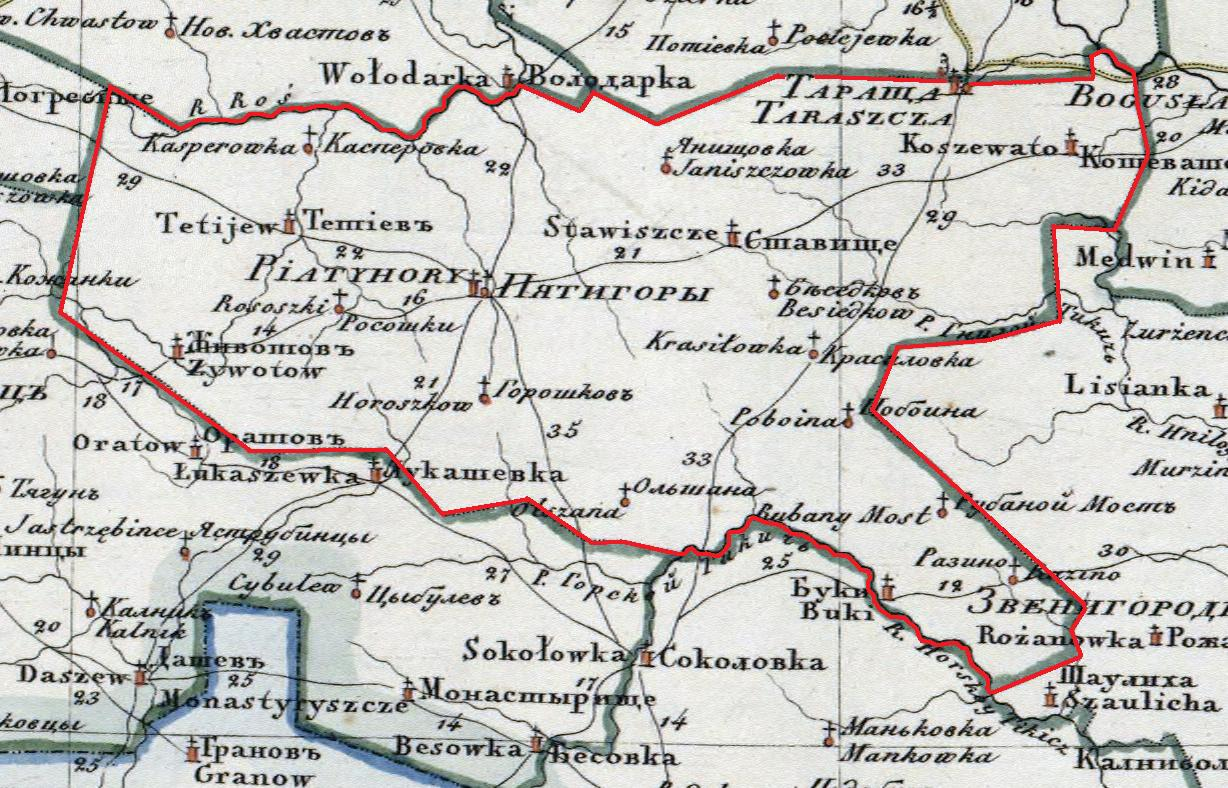
У складі Таращанського повіту Київської губернії 1821

Село на мапі Стрельбицького 1868 рік, друк 1917 року, підписане на карті назвою «Лисовичи».

У 1793 році по другому розділі Речі Посполитої Київщина і Брацлавщина відійшли до Російської імперії й на територіальній основі Брацлавського (східна частина) і Київського воєводств за указом Катерини II 24 квітня (13 квітня с.ст.) було створене Брацлавське намісництво. Територія села належала до П'ятигірського повіту.
Із 1796 року Брацлавське намісництво ліквідоване у зв'язку з адміністративною реформою Павла І, за якою утворювалися губернії. Село у складі П'ятигірського повіту відійшло до Київської губернії Російської імперії, але вже із 1800 року було переведено у новоутворений Таращанський повіт Київської губернії та стало центром Лисовицької волості.
1884 року згадується у «Томі V» на 167 сторінці у «Географічному словнику Королівства Польського та інших слов'янських країн» виданому у 1880—1902 роках під редакцією Ф.Сулімерського, Б.Хлєбовського та інших редакторів у Варшаві, де наведене під назвою «Lesowicze».

### Період Української державності (1918—1920)

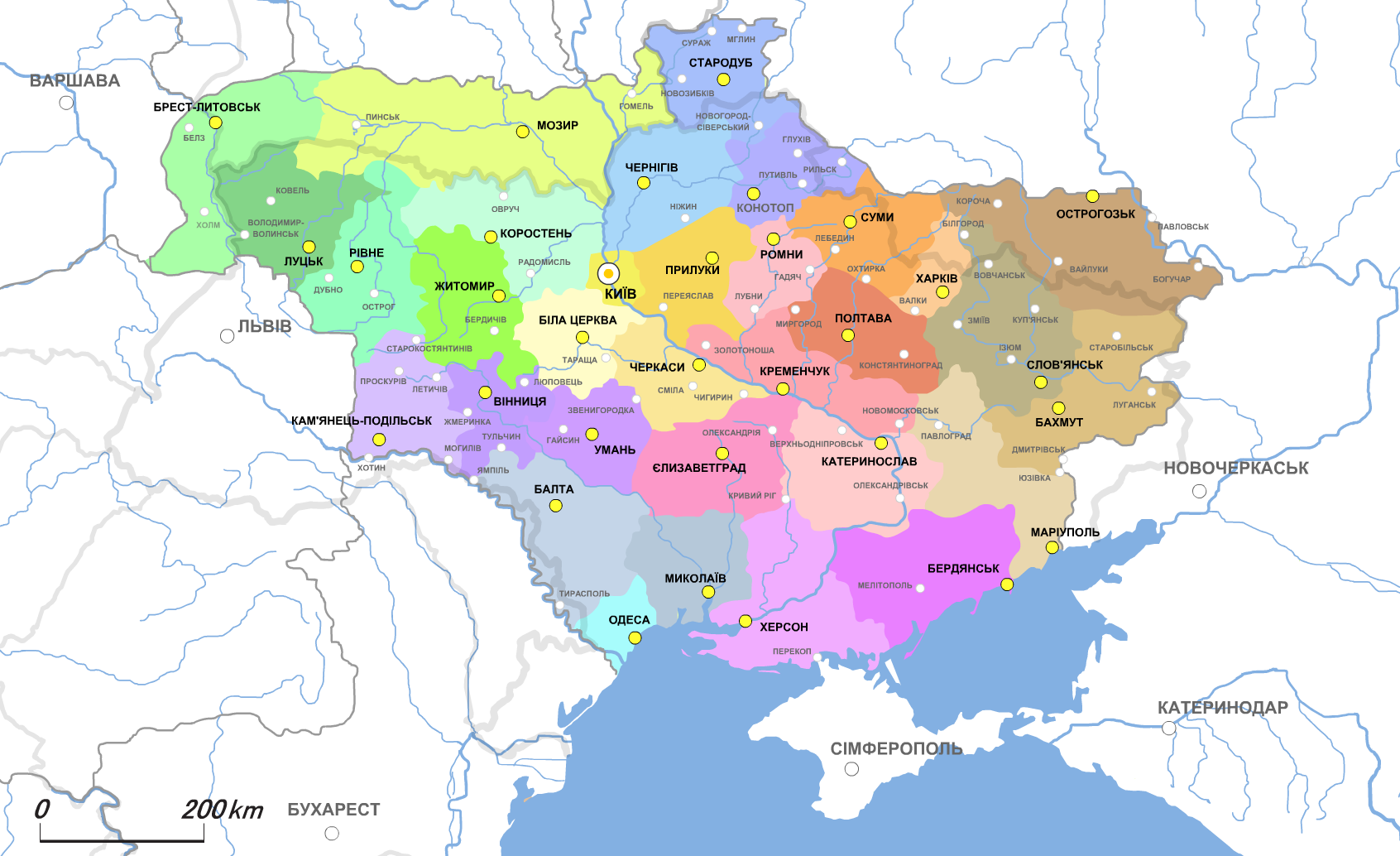
У складі землі Поросся

З 6 березня 1918 року згідно з Законом «Про адміністративно-територіальний поділ України», що був ухвалений Українською Центральною Радою село у складі землі Поросся, за винятком періоду з 29 квітня 1918 року до 14 грудня 1918 року, коли гетьманом України Павло Скоропадський повернув старий губернський поділ часів Російської імперії знову у Таращанському повіті Київської губернії.
У квітні 1918 р. саме в Лісовичах Федір Гребенко почав готувати повстання проти влади гетьмана Павла Скоропадського і німецьких окупантів. Звідси лісовицький повстанський загін 5 травня 1918 р. здійснив перший напад на Таращу. Наслідком стали урядові репресії. Подвір'я Гребенків було знищено, а самі Гребенки мусили рятуватися втечею й переховуватися.

### Період міжвоєнний (1920—1941)
Радянську владу остаточно встановлено в 1920 р.
У травні 1922 року в селі була створена перша в Таращанському повіті сільськогосподарська артіль «Надія», в якій об'єдналися селяни-бідняки. 1 вересня 1922 року організовано артіль — «Хлібороб» на чолі з К. М. Плахотнюком.
У 1927 році артіль «Надія» об'єднувала 22 сім'ї. Вона мала 75 десятин орної землі, трактор, 6 коней, 2 молотарки, сівалку, жниварку, січкарню, 5 плугів, 2 культиватори тощо.
До артілі «Хлібороб» вступило 15 дворів, землі у неї було 50 десятин, неподільний фонд становив 2570 крб. В артілі був трактор, молотарка та 4 коней.
У 1930 році артілі «Надія» і «Хлібороб» було об'єднано в одну під назвою «Нове життя».
У 1931 році до артілі «Нове життя» влилась артіль «Прогрес», що виникла в 1929 році. Нове об'єднане господарство отримало назву «Червоний партизан».
Згідно з не повними офіційними даними у 1932—1933 роках під час штучного Голодомору, який влаштувала радянська влада, від голоду загинув 731 житель села. Мартиролог жителів села, які стали жертвами Голодомору, укладений за архівними даними (ДАКО, Ф-5634, оп. 1, спр. 1187, арк. 1—218; спр. 1208, арк. 83—251; спр. 1209, арк. 1—250; 1210, арк.1—107) Голодомор.
У 1937—1939 роках у рамках сталінської боротьби з релігією у селі було зруйновано церкву Різдва Пресвятої Богородиці, побудовану у 1797 році, а також знищено цвинтар біля церкви. Нині на місці, де була церква, розташована братська могила та пам'ятник невідомому солдату. На дошці зазначено наступний напис: «Тут покоїться прах 50-ти воїнів-Героїв Великої Вітчизняної війни, які полягли смертю хоробрих в боях з німецько-фашистськими загарбниками у 1941—1944 рр.».

### Період німецької окупації (1941—1944)

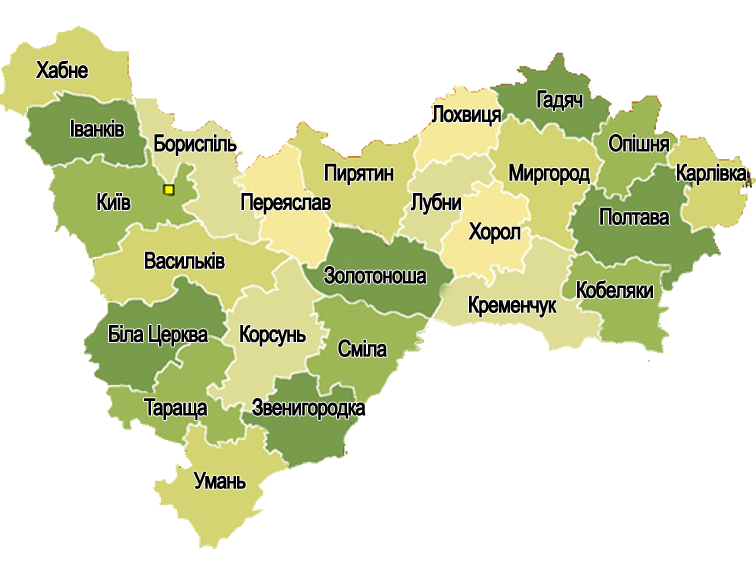
Генеральна округа Київ

З липня 1941 року село і район окупований німецько-нацистськими загарбниками. З 20 жовтня 1941 року село входило до Таращанського ґебіту (округи) Генеральної округи Київ Райхскомісаріату Україна. Адміністративні межі збігалися з тогочасним радянським адміністративним поділом та зберігалася структура адміністративних і господарських органів УРСР. Усі керівні посади в ґебіті обіймали німці, головним чином з числа тих, що не підлягали мобілізації до вермахту. Лише старостами районів і сіл призначалися лояльні до окупантів місцеві жителі або фольксдойчі.
5 січня 1944 року Тараща з околицями була знову окупована радянськими військами.

## Географія
Село розташоване в зоні лісостепу лісистій місцевості на півдні Київської області, по обидва боки річки Котлуй (притока Росі, басейн Дніпра).
Відстань до Києва — 132 км; до Севастополя — 796 км; до Чопа — 785 км; до Луганська — 800 км; до інших міст: Москва — 977 км; Варшава — 849 км; Прага — 1418 км; Берлін — 1473 км. Відстань до найближчого міжнародного аеропорту: Бориспіль — 156 км.

### Мова
Розподіл населення за рідною мовою за даними перепису 2001 року:
| Мова            | Кількість | Відсоток |
| --------------- | --------- | -------- |
| українська      | 1484      | 98.87%   |
| російська       | 15        | 1.00%    |
| білоруська      | 1         | 0.07%    |
| інші/не вказали | 1         | 0.06%    |
| Усього          | 1501      | 100%     |

### Пам'ятники та скульптури

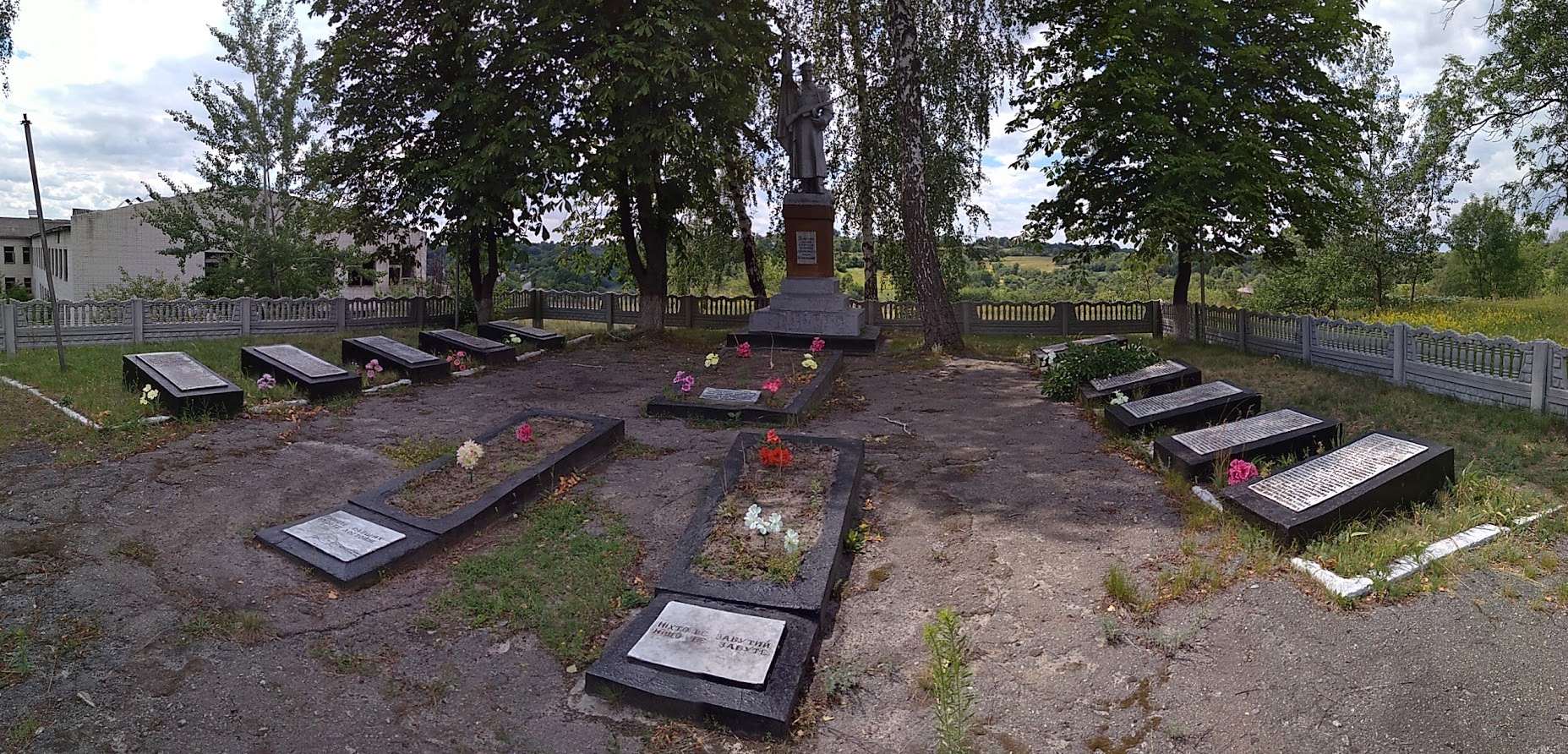
Братська могила воїнів Радянської Армії і пам'ятник воїнам-односельцям

## Культура та відпочинок
У 1930 році в селі проходили зйомки фільму «Вовчі стежки». Сюжет — класова боротьба на селі у 1929 році у часи створення перших колгоспів.
Режисер фільму — Л. Ляшенко; оператор — Ю. Вовченко. У головних ролях: Т. Токарська, Т. Юра, В. Мінько, Ф. Гамалій, В. Спішинський, М. Гайворонський, С. Свашенко, Н. Надемський.

## Освіта в Лісовичах
- Дитячий садок № 8 «Кленочок».
- Лісовицька школа І—ІІІ ступенів, вул. Шкільна 24.

1859 року у селі почала діяти церковно-парафіяльна школа при церкві Різдва Пресвятої Богородиці. Засновником школи був настоятель парафії священник Демид Васильович Лисинський. Заклад вважався одним із кращих в повіті — у сільській школі навчалося понад 100 учнів. У зв'язку з чим 19 жовтня 1863 року Демид Лисинський був нагороджений набедреником за плідну працю у розбудові шкільної освіти, про що було зазначено у журналі «Киевские епархиальные ведомости» за № 20 від 15 грудня 1861 року.

1 січня 1863 року у журналі «Киевские епархиальные ведомости» за № 1 була надрукована стаття Демида Лисинського стосовно церковно-парафіяльної школи у Лісовичах. У ній священник так описував школу:
В 1859 году, заводя школу, я был поставлен в крайнее затруднение невозможностью отыскать для нее удобное помещение. Квартира моя тесна, квартира причетников тоже, а о крестьянских жильях нечего и говорить. Во всем приходе мы не могли найти ни одного дома, где бы с удобством можно было поместить заводимое училище. Наконец я остановился на старом доме, в котором жил прежде диакон и который теперь служил ему вместо амбара. Дело кое-как уладили. В этом доме было две комнаты, сени и маленькая кладовая, — из всего этого мы сделали одну просторную комнату; где была порча — исправили, состроили новую печку, покрыли верх новой соломой, а извне, вместо сеней, пристроили маленький крытый коридор — вот и школа! Правда не совсем казиста, но и не грязна. А теснота — это вещь условная… А у нас, не хвалясь, скажем, подчас бывало и тесно; но и тут мы ладили как могли — девочки занимались до обеда, а мальчики после обеда, или одни одного дня, другие другого дня, как казалось лучшим. Школа наша всегда отапливалась. По моей просьбе ежегодно, на этот предмет, было отпускаемо г. главно-уполномоченным в имении графа Александра Браницкого, помещиком Мохлинским достаточное количество дров, а под час и прихожане снабжали нас чем могли... В 1860 году прихожане пожертвовали на тот предмет по 3 коп.серебром также со взрослой души мужского и женского пола. А в 1861 году я убедил прихожан более прочным образом обеспечить школу; они отозвались полным сочувствием на мои убеждения и на мирской сходке, 1 ноября 1861 года, определили «жертвовать ежегодно в пользу школы со взрослой души мужского пола по 10 коп. серебром, а со взрослой души женского пола по 5 коп. серебром.
У 1862 році селяни за підтримки місцевої економії графів Браницьких збудували для школи окреме та більш зручне приміщення.
З 1869 року по 1895 рік церковно-парафіяльною школою завідував священник Григорій Ольшевський.
З 1895 року завідувачем школи став священник Іоанн Савович Павловський. За його настоятельства у 1899 році прихожани побудували новий шкільний будинок. Приміщення школи було побудовано з дерева на високому кам'яному фундаменті, мало великі вікна. Ззовні було оббито дошками, між дошками та стіною закладено утеплювач з вовни. Приміщення школи збереглося і на сьогоднішній день залишається загальноосвітнім закладом.
У 1910 році в селі, крім церковно-парафіяльної, діяла земська двокласна школа. Земська школа була побудована із цегли при виїзді із села дорогою на село Потоки. У 1912 році у зв'язку з великою кількістю бажаючих навчатися поруч з приміщенням церковно-парафіяльної школи було побудовано приміщення ще однієї школи. В офіційних джерелах ця школа називалася двокласовим училищем.
Загальна кількість учнів у трьох сільських школах у 1916 році становила 337 хлопчиків та 124 дівчинки. А вже з осені 1917 року до навчання приступило набагато менше учнів — 146 хлопчиків і 69 дівчаток.

## Видатні люди
- Павловський Григорій Іванович (нар. 1884  р.н. — пом. 7 грудня 1967, Бронкс, США) — оперний співак (бас), педагог, священник. Народився у сім'ї священника Івана Павловського. Артист Української республіканської капели Олександра Кошиця. Емігрував до США у складі хору. Помер 07 грудня 1967 року у шпиталі св. Барнабаса для хронічно хворих у Бронксі.

### Науковці
- Вовк Прокіп Федорович (нар. 21 липня 1887 — пом. 24 червня 1943, м. Солікамськ Пермської області) — український-радянський вчений-механік, доктор технічних наук, професор провідних навчальних та наукових сільськогосподарських закладів.
- Дахно Володимир Петрович (нар. 29 грудня 1928) — український вчений-архітектор, кандидат архітектури (1961), член-кореспондент Академії архітектури України (1992), з 1981 по 1988 — директор Київського науково-дослідного інституту теорії та історії архітектури та містобудування. З 1995 року проживає в Німеччині.
- Канюра Олександр Андрійович (нар. 1961) — проректор з науково-педагогічної та виховної роботи, Національний медичний університет імені О. О. Богомольця, кавалер ордена «За заслуги»[11].
- Бондаренко Олександр Гнатович (нар. 7 лютого 1939 р.) — кандидат технічних наук, письменник, член Національної Спілки письменників України.

### Політики і бізнесмени
- Вахній Сергій Петрович (нар. 1959) — український агроном.

### Військовики
- Гребенко Федір Прохорович (нар. 18?? — пом. 1919 Москва) — польовий командир та військовий діяч часів громадянської війни. До того — прапорщик царської армії. Ініціатор та командир Таращанського збройного повстання 1918 року. Один з організаторів легендарного Таращанського полку. Розстріляний в 1919 році органами ВЧК в Москві.
- Шульга Михайло Карпович (нар. 6 листопада 1919[12] — пом. ?) — полковник, нагороджений орденом Олександра Невського, двома орденами Червоного Прапора, двома орденами Червоної Зірки, та двома орденами Вітчизняної війни.

### Закатовані в сталінських таборах
- Гребенко Герасим Микитович (нар. 1887 — пом. ?), обвинувачений в куркульстві. Трійкою при УНКВС по Київській області 24 серпня 1937 року засуджений до розстрілу. Вирок виконано 6 вересня 1937 року. Місце поховання невідомо. Реабілітований у 1989 році.
- Підіпригора Євдокія Калістратівна (нар. 1912 — пом. ?) — проживала в селі Лісовичі. В 1930 році звинувачена в куркульстві та засуджена до примусового переселення в Кіровський район Мурманської області.
- Підіпригора Милентій Іванович[13] (нар. 1897 — пом. ?) — працював слюсарем на руднику «Октябрський» в Зейському районі Амурської області. Арештований 13 травня 1948 року. Осуджений СКУД Амурського обласного суду за статтею 58-10 ч 2 КК РРФСР на 10 років виправно-трудових таборів. Реабілітований 16 жовтня 1965 постановою президії Верховної Ради РРФСР.
- Ужва Корній Савович (нар. 1894 — пом. 29.05.1938). 10 травня 1938 року Трійкою при УНКВС по Київській області засуджений до найвищої міри покарання — розстрілу. Вирок виконано 29 травня 1938 року. Місце поховання невідомо. Реабілітований у 1989 році.
- Ухатий Гаврило Маркович (нар. 1893 — пом. 29.05.1938), колгоспник. 10 травня 1938 року Трійкою при УНКВС по Київській області засуджений до найвищої міри покарання — розстрілу. Вирок виконано 29 травня 1938 року. Місце поховання невідомо. Реабілітований у 1989 році.
- Шульга Матвій Прохорович, (нар. 1888 — пом. 28.05.1938), колгоспник. 28 квітня 1938 року Трійкою при УНКВС по Київській області засуджений до розстрілу. Вирок виконано 28 травня 1938 року. Місце поховання невідомо. Реабілітований у 1956 році.

## Галерея

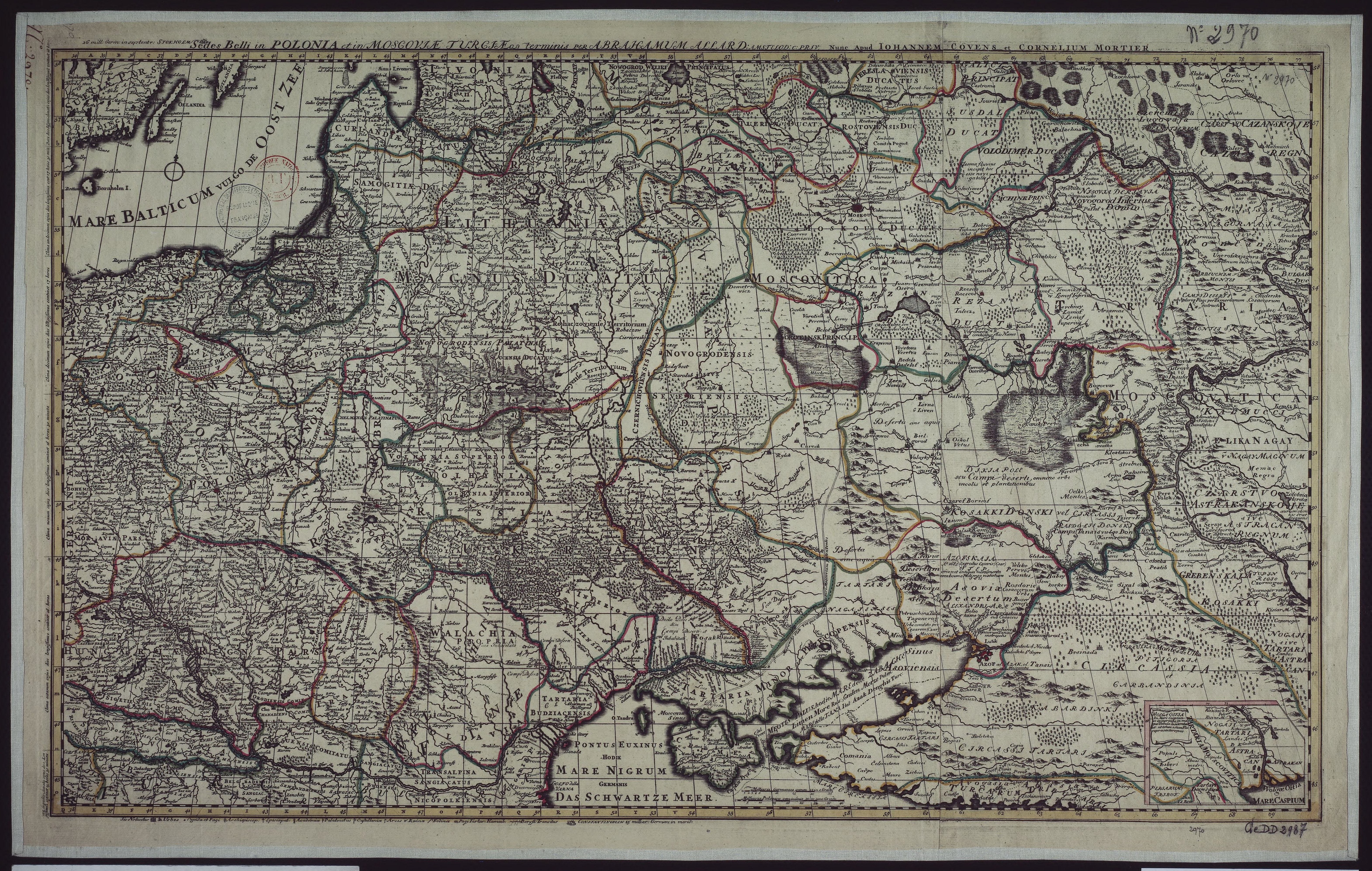
Село позначене на мапі «Lesowiczi», карта «Polonia et. Moscovia», Абрахам Аллард, 1710 рік
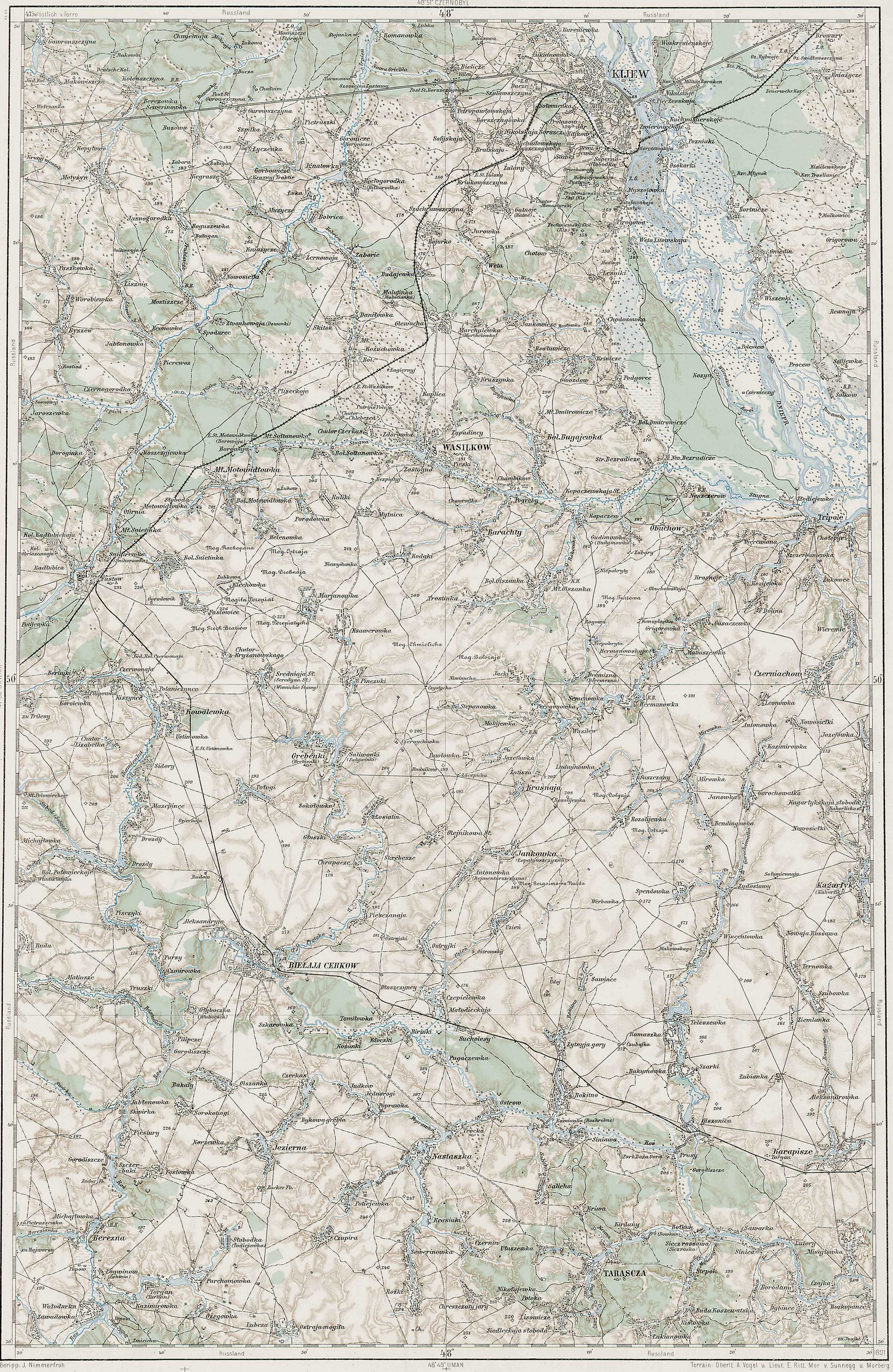
Село позначене на мапі «Lisowicze», «Generalkarte von Mitteleuropa», Австро-Угорщина, 1887.
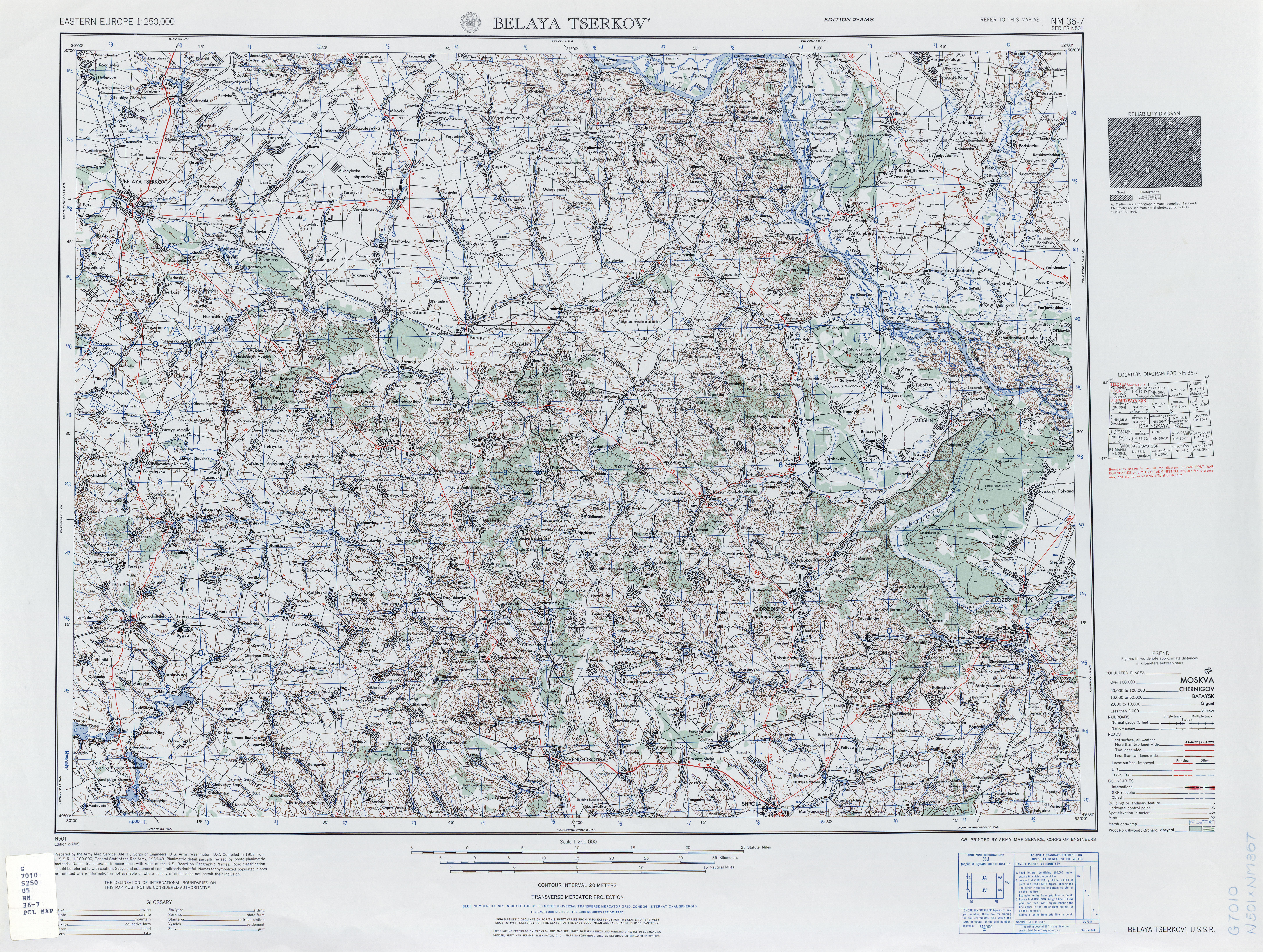
Село позначене на мапі «Lisovichi», «Eastern Europe AMS Topographic Maps», Series N501, U.S. Army Map Service, 1954.